# 科氏冠鰈
科氏冠鰈為輻鰭魚綱鰈形目鰈亞目冠鰈科的其中一種，為熱帶海水魚，分布於西印度洋留尼旺島海域，棲息深度210-227公尺，體長可達9.3公分，棲息在底層水域，生活習性不明。